# 할랄리호
할랄리이 호수(Halalii Lake)는 니이하우 섬의 남중부 지역에 있는 일시적인 호수이다. 비가 많이 오는 계절 동안, 이 호수는 하와이 제도에서 가장 큰 호수가 된다. 이 호수는 하와이 제도에서 가장 큰 (간헐적이지 않은) 자연 호수로 여겨지는 더 작은 할룰루 호수 근처에 위치한다.
이 호수는 비가 많이 오는 계절 동안 약 840.7 ac (340.2 ha)의 크기를 가진다. 건조한 섬의 건조기에는 호수가 작은 염호들이 점점이 박힌 붉은색의 건조한 평지로 변한다. 다른 출처에서는 이 호수의 면적이 860 ac (350 ha)이라고 말한다. 때로는 수위의 불규칙성 때문에 호수로 간주되지 않기도 한다.
하와이어 언어학자 메리 카웨나 푸쿠이, 새뮤얼 호이트 엘버트, 에스더 T. 무키니에 따르면, 이 호수와 주변 토지 구역은 그 소유자였던 하와이의 고위 추장(알리 누이) 또는 오아후의 사기꾼 신 할랄리이의 이름을 따서 명명되었다. 할랄리이와 할룰루는 모두 니이하우섬의 알리 누이였다. 마우이섬에 있는 할레아칼라산의 분석구도 같은 이름을 공유한다.
마칼로아 사초(Cyperus laevigatus)는 그 호숫가를 따라 자라며 전통적으로 하와이인들이 마칼로아 매트를 짜는 데 사용했다. 호수 바닥은 또한 사탕수수 재배에도 사용되었는데, "잎만 튀어나온 채 모래 속에서" 자랐다고 유명하다.
이 호수는 하와이 새 종인 알라에 케오케오 (하와이슴새), 아에오 (하와이뒷부리장다리물떼새), 콜로아 마올리 (하와이청둥오리)를 위한 자연 습지 서식지를 제공한다.
이 호수는 숭어 양식에도 사용된다. 하와이인들은 어린 푸아 숭어를 바다에서 통에 담아와 비가 오는 계절에 풀어주고, 여름에 물이 줄어들면 자란 물고기를 잡는다. 할룰루 호수에서는 어린 물고기들이 용암 동굴을 통해 바다에서 호수로 자연적으로 들어온다.
자란 물고기는 종종 카우아이와 오아후 시장에서 판매된다.

## 같이 보기
- 하와이의 호수 목록

## Bibliography
- Doak, Robin Santos (2003). 《Hawaii: The Aloha State》. Milwaukee: World Almanac Library. ISBN 978-0-8368-5149-6. OCLC 302362168.
- Fisher, Harvey I. (January 1951). 《The Avifauna of Niihau Island, Hawaiian Archipelago》 (PDF). 《The Condor》 53 (Santa Clara, CA: Cooper Ornithological Club). 31–42쪽. doi:10.2307/1364585. JSTOR 1364585. OCLC 4907610428.
- Joesting, Edward (1988). 《Kauai: The Separate Kingdom》. Honolulu: University of Hawaii Press. ISBN 978-0-8248-1162-4. OCLC 154200817.
- Juvik, James O; Juvik, Sonia P; Paradise, Thomas R. (1998). 《Atlas of Hawaiʻi》. Honolulu: University of Hawaii Press. ISBN 978-0-8248-2125-8. OCLC 246132868.
- Pukui, Mary Kawena; Elbert, Samuel H.; Mookini, Esther T. (1974). 《Place Names of Hawaii》. Honolulu: University of Hawaii Press. ISBN 978-0-8248-0524-1. OCLC 1042464.
- Tava, Rerioterai; Keale, Moses K. (1990). 《Niihau: The Traditions of a Hawaiian Island》. Honolulu: Mutual Publishing Company. ISBN 9780935180800. OCLC 21275453.
- Young, Peter T. (2012년 8월 22일). “Ni'ihau Lakes”. 《Image of Old Hawaiʻi》. Hoʻokuleana LLC. 2017년 5월 16일에 확인함.